# Соња Васић
Соња Васић (рођена Петровић; Београд, 18. фебруар 1989) бивша је српска кошаркашица која је наступала за женску кошаркашку репрезентацију Србије. Висока је 189 центиметара и играла је на позицији крилног центра.

## Каријера
Професионалну каријеру је започела 2006. године у Црвеној звезди Београду. Након две операције укрштених лигамената колена, са 23 године Соња Петровић хтела је да заврши професионалну каријеру. Петровићева је 2007. године проглашена за најбољу младу играчицу Старог континента, а годину дана раније напустила је Црвена звезду и Србију, иако је тадашње руководство Кошаркашког савеза Србије било против тога. Утицај Барселоне и таленат Соње Петровић натерали су Фибу да направи преседан и дозволи јој да се као малолетник пресели у Каталонију. Након Барселоне уследио је трансфер у француски Бруж, са којим је освојила „триплу круну”, а затим и прелазак у редове московског Спартака.
Соња Петровић је наступала и у најјачој лиги света за жене WNBA, и то у екипи Чикаго Скај, бранила је боје УСК Прага, некадашњег освајача Евролиге.

## Репрезентација
Као једна од најзаслужнијих за тријумф женске кошаркашке репрезентације Србије остварила је највећи успех освајањем златне медаље на Европском првенству 2015. играном у Мађарској и Румунији. Победом против Француске у финалу у Будимпешти – 76:68 (15:22, 18:10, 20:17, 23:19) освојена је не само прва медаља за Србију као самосталну државу него и прво злато у читавој историји наше женске кошарке. Уједно је обезбеђен и директан пласман на Олимпијске игре 2016. у Рио де Жанеиру. На Евробаскету бележила је просечно 13,8 поена и 1,4 асистенције, а многи ће је памтити по одлучујућим поенима у полуфиналу против Белорусије и поенима (22) у финалу против Француске.
Заједно са Аном Дабовић изабрана је у најбољу петорку Европског првенства 2015. Остале чланице идеалне поставе су Алба Торенс из Шпаније и Сандра Груда и Селин Думер из Француске.
Са репрезентацијом Србије освојила је златну медаљу на Европском првенству 2021. године одржаном у Француској и Шпанији. Проглашена је за МВП првенства.

## Приватни живот
Ћерка је српског судије Радета Петровића.
У јулу 2019. године, Соња се удала за Милоша Васића, српског веслача.

## Награде
- Трипут шампион Евролиге (са Спартаком из Москве: 2008/09, 2009/10; са УСК-ом из Прага: 2014/15)
- Двапут шампион Суперкупа за жене ФИБА Европе (са Спартаком из Москве: 2009; са УСК-ом из Прага: 2015)
- Трипут шампион Чешког првенства (са УСК-ом из Прага: 2014/15, 2015/16, 2016/17)
- Шампион Француског првенства (са Буржом: 2007/08)
- Шампион Француског купа (са Буржом: 2007/08)
- Шампион Турнира федерације (са Буржом: 2007/08)

Појединачне
- Најбоља играчица Европског првенства (2021)
- Члан идеалног тима Европског првенства (2015, 2019, 2021)
- Српска кошаркашица године (2016, 2019, 2021)
- Најбоља млада кошаркашица Европе (2007)